# بخشش

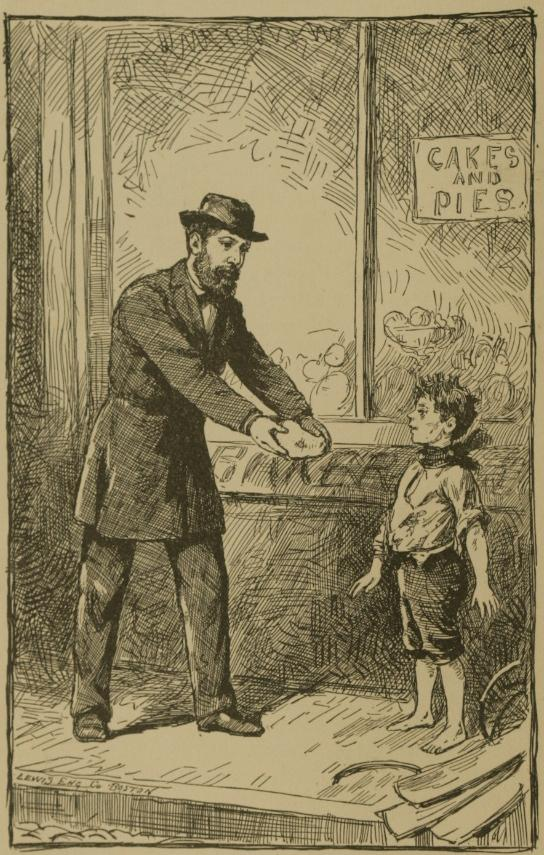

بخشش یا همان داد و دهش، عطا کردن  (به انگلیسی:  Donation, Contribution, Baksheesh) روندی است که در آن مردمان از داشته خود به سود دیگری یا دیگران می‌گذرند و آگاهانه و داوطلبانه آن را به او می‌دهند؛ از این رو در فارسی آن را دهش نیز می‌گویند. آن را بخشندگی، سخاوتمندی و گشاده دستی نیز نام می‌نهند که ویژگی‌هایی نیک در میان مردمان به شمار می‌آیند. 

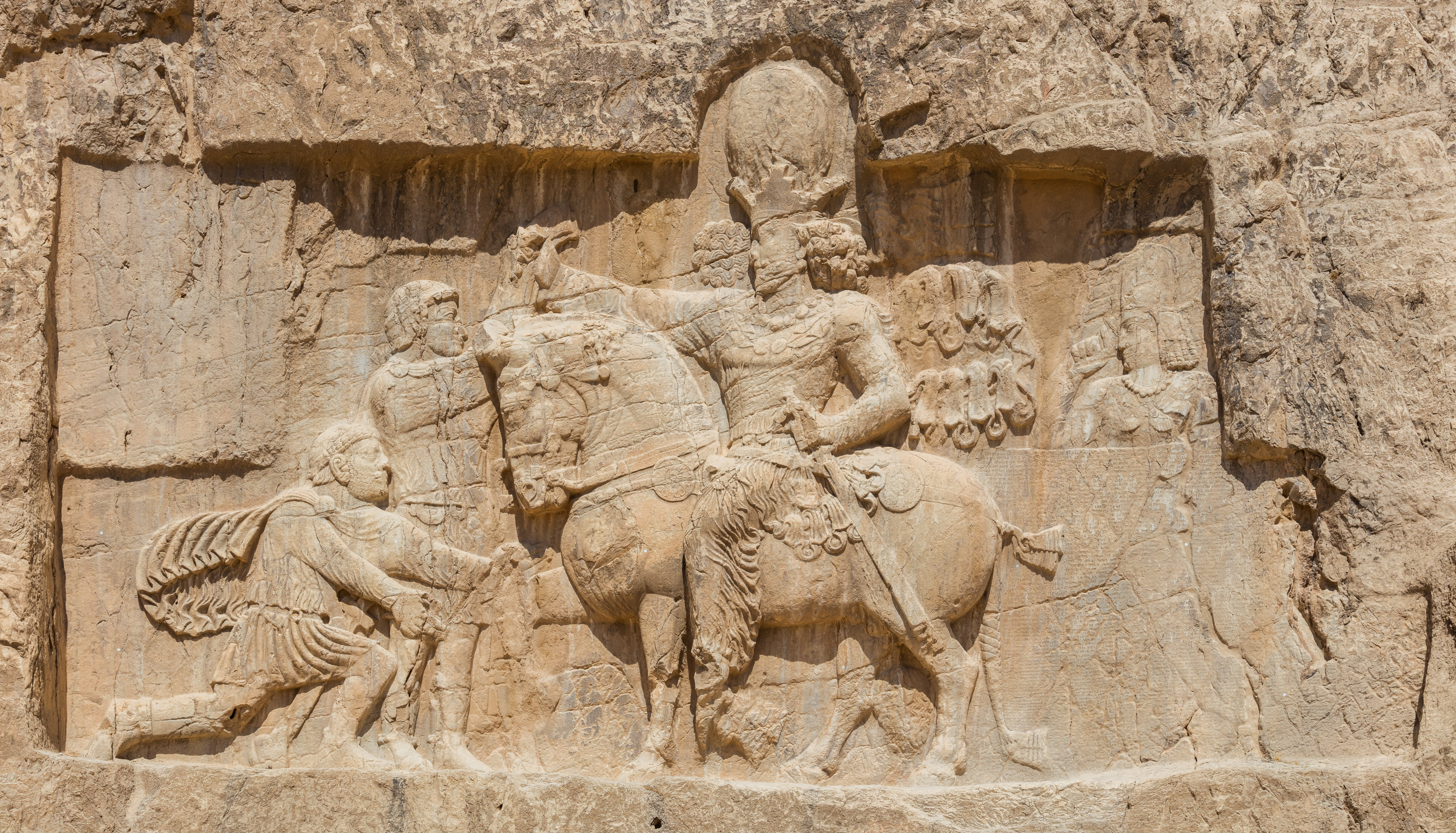
شاپور شاهنشاه ساسانی، جان والریانوس فرمانروای روم و گارد پرتورین و سناتورهای رومی را بر او می‌بخشد. فیلیپ عرب، فرمانروای روم به میانجیگری تاوان می‌پردازد.

این واژه گاهی نیز به جای بخشایش و بخشودن (گذشت؛ آمرزش) (به انگلیسی: Forgiveness) به کار می‌رود. فرایندی که در آن یک آسیب دیده (مادی یا روانی) آگاهانه احساس و رفتار دیگری جز آزردگی، دلخوری و کینه توزی در برابر گناهکار از خود نشان می‌دهد و تلاش می‌کند که آن آسیب دیدگی را فراموش کند. رها کردن احساسات منفی همچون انتقام‌جویی، تلافی جرمِ صورت گرفته با پرداخت غرامت یا تنبیه مجرم می‌تواند جزو دلایل این امر باشد. بخشش با چشم‌پوشی (نادیده انگاشتن عمل مجرمانه)، تبرئه (اعلام برائت فرد از عمل مجرمانه)، فراموشی (از یاد بردن عمل مجرمانه)، عفو (اعطای آزادی فرد از جرم انجام شده توسط یک مرجع قضایی) و مصالحه (بازگرداندن رابطه آسیب دیده) تفاوت دارد.
در برخی زمینه‌ها، بخشش یک اصطلاح حقوقی است که برای اشاره به بخشیدن یا گذشت از همه بستانکاری‌ها همچون بدهی، وام، یا دیگر تعهّدات کاربرد دارد.